# フルーツパーク駅
フルーツパーク駅（フルーツパークえき）は、静岡県浜松市浜名区都田町にある天竜浜名湖鉄道天竜浜名湖線の駅である。「KATANA」の副駅名がある。
国鉄二俣線の第三セクター鉄道転換後に新設された。

## 歴史
- 1996年（平成8年）3月18日：開設[1]。
- 2019年（令和元年）9月15日：はままつフルーツパーク時之栖で開催されるイベント「KATANA Meeting 2019」にちなみ、当日限定で「KATANA駅」に改称[2]。
- 2021年（令和3年）12月3日：「KATANA」の販売元であるスズキ二輪が駅名ネーミングライツを取得、副駅名を付した「フルーツパーク（KATANA）駅」とすることを発表。期間は2021年12月7日から2024年3月31日まで[3][4]。

## 駅構造

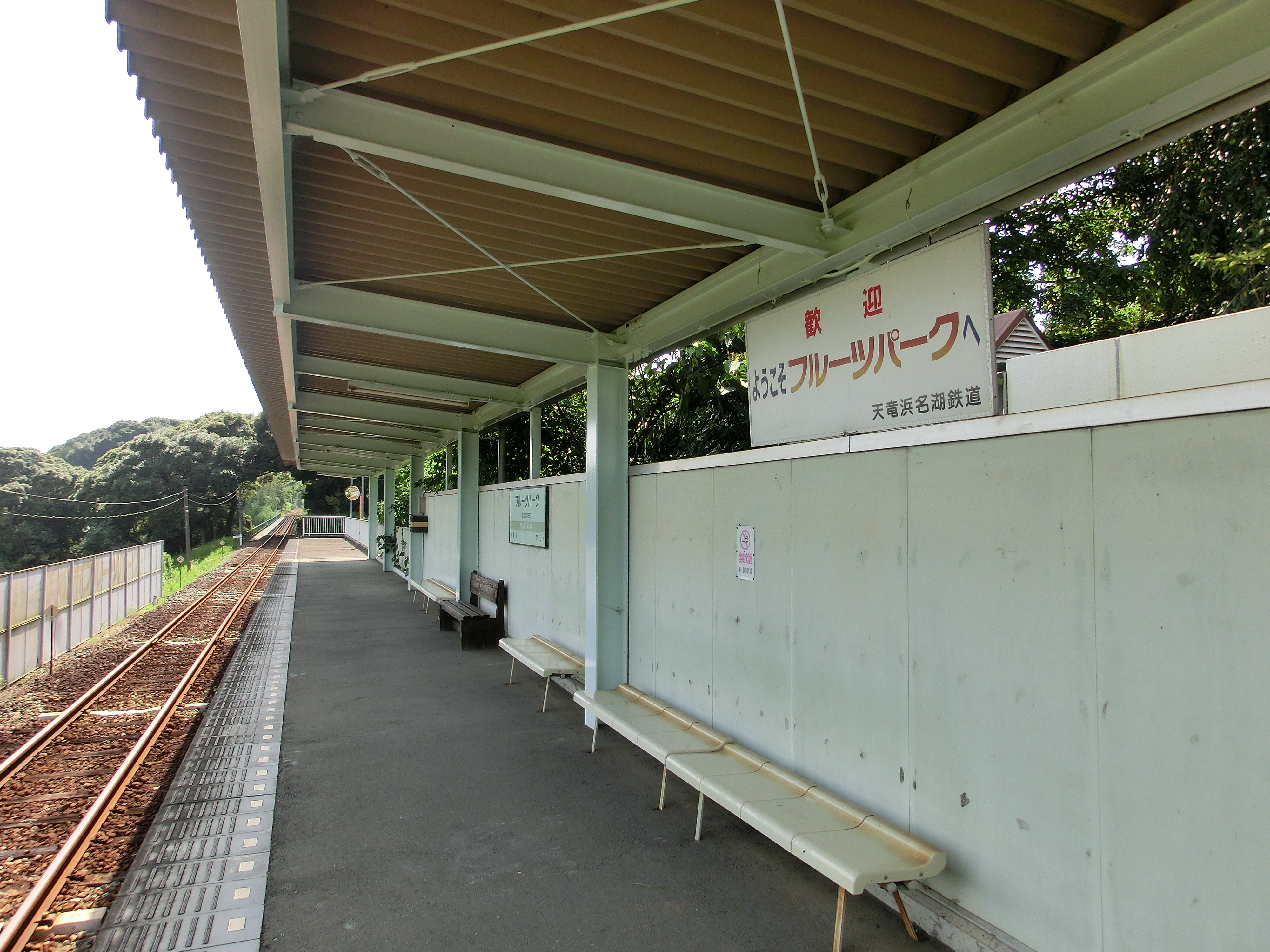
ホーム（2010年7月）

単式ホーム1面1線を有する地上駅。ホーム東寄りに三角屋根の駅舎を備える。
無人駅。利用者が多いゴールデンウィークや夏休み期間中には、駅員が臨時配置される場合がある。

## 利用状況
近年の1日平均乗車人員の推移は以下の通り。
| 乗車人員推移 | 乗車人員推移    |
| 年度         | 1日平均乗車人員 |
| ------------ | --------------- |
| 2008         | 17              |
| 2009         | 15              |
| 2010         | 16              |
| 2011         | 33              |
| 2012         | 26              |
| 2013         | 44              |
| 2014         | 18              |
| 2015         | 14              |
| 2016         | 13              |
| 2017         | 14              |
| 2018         | 11              |

## 駅周辺
周辺には殆ど住宅は無く、林等が多い。駅新所原寄りすぐの所に都田川がある。
- 遠鉄バス56萩丘都田線「天浜線フルーツパーク駅」バス停：テクノ、啓陽高校、市営グランド経由浜松駅行き（フルーツパーク行きは、降車は出来るが、乗車は不可）
- はままつフルーツパーク時之栖（徒歩8分程）
- 国道362号

## 隣の駅
天竜浜名湖鉄道
■天竜浜名湖線
宮口駅 - フルーツパーク駅 - 都田駅